# Municipio de Jackson (condado de Henry)
El municipio de Jackson (en inglés: Jackson Township) es un municipio ubicado en el condado de Henry en el estado estadounidense de Iowa. En el año 2010 tenía una población de 474 habitantes y una densidad poblacional de 5,01 personas por km².

## Geografía
El municipio de Jackson se encuentra ubicado en las coordenadas 40°51′35″N 91°32′58″O / 40.85972, -91.54944. Según la Oficina del Censo de los Estados Unidos, el municipio tiene una superficie total de 94.65 km², de la cual 93,58 km² corresponden a tierra firme y (1,13 %) 1,07 km² es agua.

## Demografía
Según el censo de 2010, había 474 personas residiendo en el municipio de Jackson. La densidad de población era de 5,01 hab./km². De los 474 habitantes, el municipio de Jackson estaba compuesto por el 98,73 % blancos y el 1,27 % eran de una mezcla de razas. Del total de la población el 0 % eran hispanos o latinos de cualquier raza.